# Pleșevîci, Mostîska
Pleșevîci (în ucraineană Плешевичі) este un sat în comuna Popovîci din raionul Mostîska, regiunea Liov, Ucraina.

## Demografie
Componența lingvistică a localității Pleșevîci
     Ucraineană (99,49%)
     Alte limbi (0,51%)
Conform recensământului din 2001, majoritatea populației localității Pleșevîci era vorbitoare de ucraineană (99,49%), existând în minoritate și vorbitori de alte limbi.